# 吳雪文
吳雪文 （1971年2月25日—），已婚，生於加拿大英屬哥倫比亞省溫哥華。過往曾於溫哥華中文電台、香港有線電視新聞部和香港電台擔任新聞主播及記者，其後隨恩師阮大可於2004年初加入無綫電視新聞及資訊部擔任記者一職，主要報道有關食物安全及醫療的新聞。
吳雪文於2005年起擔任《六點半新聞報道》的主播。此外，她亦曾擔任其它時段（例如午間新聞、晚間新聞）的主播；直到2007年5月27日報道任內完最後一次《六點半新聞報道》後，正式告別電子傳播媒介之幕前工作。吳雪文現已轉往香港職業訓練局任職傳媒事務經理，其後升任處長；現擔任醫院管理局高級經理（機構傳訊）。